# NGC 335
NGC 335 é uma galáxia espiral (Sbc) localizada na direcção da constelação de Cetus. Possui uma declinação de -18° 14' 03" e uma ascensão recta de 0 horas, 59 minutos e 19,6 segundos.
A galáxia NGC 335 foi descoberta em 1886 por Frank Leavenworth.